# 列拿度·古斯亞度
保羅·列拿度·古斯亞度·杜蘭特（Paulo Rinaldo Cruzado Durand，1984年9月21日—），是秘魯的足球運動員，司職中場。

## 生涯

### 球會生涯
他在2009年1月由國內球隊水晶隊轉投艾斯迪格拿。
這宗轉會到了轉會市場最後數分鐘才落實，而他亦會代表艾斯迪格拿出戰亞洲聯賽冠軍盃。

### 國際賽生涯
他的首場國際賽是2006年5月11日對千里達，至今入選國家隊11次，惟未取得國際賽入球。

## 榮譽
- 伊朗超級足球聯賽
  -     - 2008/09

## 外部連結
- national-football-teams.com